# Humerobates fragilis
Humerobates fragilis är en kvalsterart som först beskrevs av Malcolm Luxton 1995.  Humerobates fragilis ingår i släktet Humerobates och familjen Humerobatidae. Inga underarter finns listade i Catalogue of Life.